# Fala (Ruše)

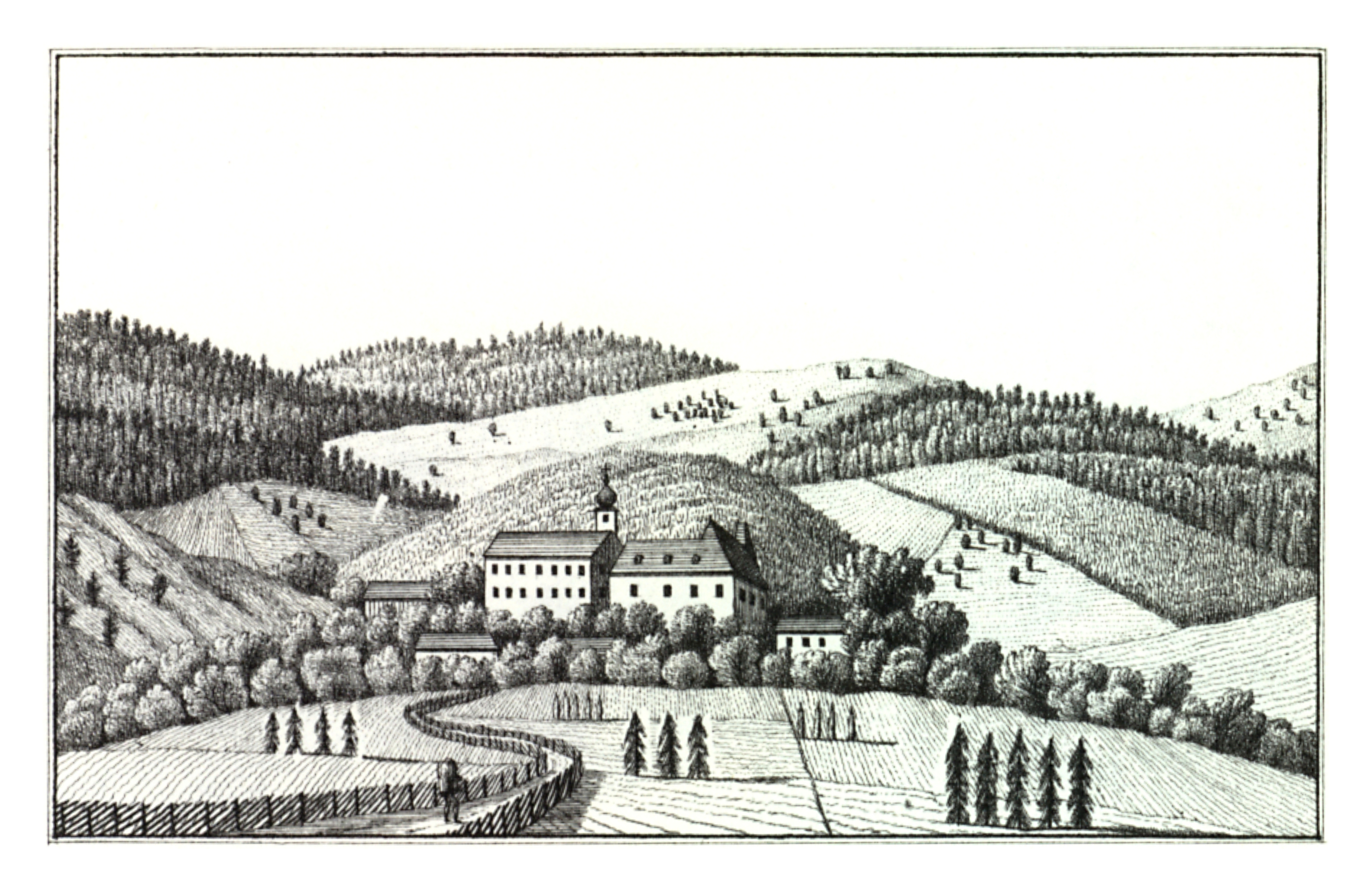
Fala 1830, Lithografie

Fala is een plaats in Slovenië en maakt deel uit van de gemeente Ruše in de NUTS-3-regio Podravska. De plaats telde 70 inwoners op 1 januari 2020.